# Scie Gigli

Scie Gigli.

La scie Gigli est une scie à ruban manuelle flexible utilisée par les chirurgiens pour couper l'os. Elle est principalement utilisée pour les amputations, lorsque l'os doit être coupé nettement à hauteur de l'amputation.
Cette scie a été inventée en 1894 par l'obstétricien italien Leonardo Gigli (1863-1908) pour simplifier la pubiotome latérale dans les dystocies.
Pendant la Seconde Guerre mondiale, les agents secrets britanniques portaient parfois une scie Gigli cachée dans leurs vêtements.